# Guzmania
Guzmania es un género de plantas epifitas perteneciente a la familia Bromeliaceae subfamilia Tillandsioideae.
Las especies están distribuidas en América Central, las Antillas y Sudamérica. Una de las especies llega incluso hasta el sur de Estados Unidos. Varias especies se cultivan como planta ornamental. La más conocida es Guzmania lingulata (estrella escarlata) que es de color naranja con brácteas rojas. Es originario de Florida a la América tropical.  Comprende 291 especies descritas y de estas, solo 212 aceptadas.

## Descripción
Son plantas acaulescentes o raramente caulescentes; plantas hermafroditas. Hojas arrosetadas, polísticas, enteras. Escapo obvio u obsoleto; inflorescencia sésil en el centro de la roseta, simple o compuesta y capitada, digitada o pinnada, flores polísticas; sépalos libres a connados la mayor parte de su longitud; pétalos sin apéndices basales, al menos en parte y generalmente por la mayor parte de su longitud; ovario súpero. Fruto una cápsula, coma de la semilla café o a veces blanca.
Tras la floración la planta madre muere, pero se reproduce emitiendo hijuelos alrededor de la base.
Guzmania requiere temperaturas templadas y una alta humedad relativa.

## Taxonomía
El género fue descrito por Ruiz & Pav. y publicado en Flora Peruviana, et Chilensis 3: 37, pl. 261. 1802. La especie tipo es: Guzmania tricolor Ruiz & Pav. 
Etimología
Guzmania: nombre genérico otorgado en honor del farmacéutico español Anastasio Guzmán, que también fue un coleccionista de objetos de historia natural.

## Alguna especies
- Guzmania aequatorialis
- Guzmania albescens
- Guzmania alborosea
- Guzmania alcantareoides
- Guzmania andreettae
- Guzmania asplundii
- Guzmania atrocastanea
- Guzmania barbiei
- Guzmania bergii
- Guzmania bismarckii
- Guzmania candelabrum
- Guzmania condorensis
- Guzmania corniculata
- Guzmania dalstroemii
- Guzmania ecuadorensis
- Guzmania eduardii
- Guzmania foetida
- Guzmania fosteriana
- Guzmania fuerstenbergiana
- Guzmania fuquae
- Guzmania fusispica
- Guzmania harlingii
- Guzmania henniae
- Guzmania hirtzii
- Guzmania hollinensis
- Guzmania inexpectata
- Guzmania izkoi
- Guzmania jaramilloi
- Guzmania kentii
- Guzmania lepidota
- Guzmania lingulata
- Guzmania madisonii
- Guzmania mitis
- Guzmania monostachia
- Guzmania nicaraguensis
- Guzmania osyana
- Guzmania plicatifolia
- Guzmania poortmanii
- Guzmania pseudospectabilis
- Guzmania puyoensis
- Guzmania remyi
- Guzmania roseiflora
- Guzmania rubrolutea
- Guzmania sanguinea
- Guzmania septata
- Guzmania sieffiana
- Guzmania striata
- Guzmania subcorymbosa
- Guzmania teuscheri
- Guzmania wittmackii
- Guzmania xanthobractea
- Guzmania zakii